# Marco Júnio Silano Torquato (cônsul em 19)
Marco Júnio Silano Torquato (em latim: Marcus Junius Silanus Torquatus) foi um senador romano da gente Júnia eleito cônsul em 19 com Lúcio Norbano Balbo. Era neto de Marco Júnio Silano, cônsul com o imperador Augusto em 25 a.C.. 

## Carreira
Torquato exerceu seu mandato por todo o ano de 19, um feito raro na época, e ele e seu colega são responsáveis pela aprovação da Lex Junia Norbana, que impedia que escravos libertados por pretores recebessem a cidadania romana e também evitava que os descendentes deles tivessem direito a herança. Libertos sob os termos desta lei passaram a ser conhecidos como "latini juniani".
Já com mais de trinta anos, Silano foi procônsul da África. Tácito relata em "Anais" que Calígula (que governou entre 37 e 41) removeu-o do comando da legião africana (III Augusta) e entregou-a a um legado imperial. Porém, uma inscrição honorária dedicada a um tal Caio Mênio Basso foi encontrada em Tibur mencionando que pela sexta vez sob o governador Marco Silano ele deteve o posto de praefectus fabrum na África (em latim: "praefecto fabrum M. Silani M. f. sexto"). Este texto foi interpretado parcialmente como significando que Basso serviu sob Silano um total de seis vezes — o que implicaria num mandato de pelo menos seis anos na África. Porém, como vários outros governadores da província seguramente exerceram seu mandato lá na década de 30 (como Caio Rubélio Blando em 35 e 36 e Lúcio Calpúrnio Pisão em 39), um mandato de seis anos de Silano só poderia ser acomodado no intervalo entre 29 e 35. Como o imperador Tibério ainda governava na época, o relato de Tácito citado acima teria que estar incorreto. De fato, Dião Cássio cita o mesmo fato que Tácito, mas com relação a Lúcio Calpúrnio Pisão e não a Silano. Bengt Thomasson sugeriu que a palavra "sexto" na inscrição não deve ser interpretada como sendo um advérbio numérico ("seis vezes") e sim como um número ordinal ("sexta vez"): Blando foi praefectus fabrum pela sexta vez, mas apenas a última durante o governo de Silano, o governador da África naquele ano.
O relato de Tácito de que o senador Lúcio Júlio Grecino, o pai de Cneu Júlio Agrícola, se recusou a acusar Silano em 38 e foi portando executado por Calígula provavelmente é uma referência a Marco Júnio Silano, o sogro do imperador, e não a Silano Torquato.
A data da morte de Silano é desconhecida, mas presumivelmente ele morreu ainda no governo de Calígula, ou seja, antes de 41.

## Família
Torquato se casou com Emília Lépida, filha de Júlia, a Jovem, e bisneta de Augusto. Todos os filhos do casal sofreram por causa de sua relação (distante) com a família imperial:
- Marco Júnio Silano Torquato, cônsul em 46, foi executado em 54 para assegurar a sucessão de Nero e para evitar que ele vingasse a morte de seu irmão Lúcio (abaixo).
- Júnia Calvina, casada com Lúcio Vitélio, um irmão do futuro imperador Vitélio. Acusada de incesto com Lúcio, foi exilada por Cláudio. Dez anos depois foi reconvocada a Roma por Nero. Morreu depois de 79.
- Décimo Júnio Silano Torquato, cônsul em 53, foi forçado a cometer suicídio em 64 por Nero depois de ser acusado de se gabar de sua descendência de Augusto.
- Lúcio Júnio Silano Torquato, pretor em 48 e noivo de Otávia, filha de Cláudio. Agripina espalhou um rumor de que ele teria cometido incesto com Júnia, o que fez com que ele fosse expulso do Senado. Lúcio se matou no dia do casamento de Cláudio com Agripina em 49.
- Júnia Lépida, casada com Caio Cássio Longino. Criou o filho de seu irmão Marcos, Lúcio (50-66), depois que ele foi executado.[10]
- Júnia Silana, amiga e depois adversária de Agripina, mãe de Nero. Morreu no exílio em 59.